# Royal Horticultural Society

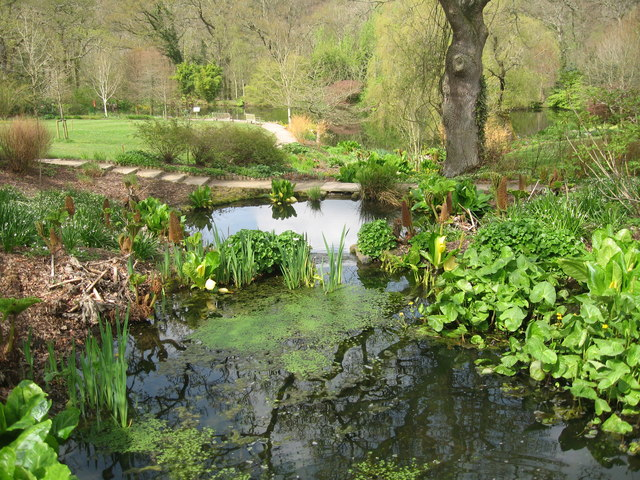
RHS Garden Rosemoor (Devon)

De Royal Horticultural Society (RHS) is in 1804 opgericht als London Horticultural Society door zeven Londenaren, onder wie de botanici Joseph Banks en William Forsyth. Ze verkreeg haar huidige naam na een Royal Charter, toegekend door Prins Albert. Het is een non-profitorganisatie, die is opgericht om tuinieren in het Verenigd Koninkrijk en Europa te promoten. Dit wordt gedaan door plantenshows en vele modeltuinen die voor het publiek worden opengesteld. 
De RHS heeft vier 'vlaggeschiptuinen' in Engeland: Wisley Garden nabij Wisley in Surrey, Rosemoor in Devon, Hyde Hall in Essex en Harlow Carr in North Yorkshire. De bekendste plantenshow is de jaarlijkse Chelsea Flower Show, maar er worden ook nog twee andere shows georganiseerd: Hampton Court Palace Flower Show en Tatton Park Flower Show in Cheshire.
De RHS organiseert ook de competitie Britain in Bloom. Tevens worden bepaalde personen geëerd met de Victoria Medal of Honour, die wordt toegekend aan mensen die zich verdienstelijk hebben gemaakt op het gebied van tuinieren.
De RHS beheert ook registratielijsten van hybrides en cultivars van negen verschillende plantengroepen, waaronder Clematis, coniferen, narcissen, Dahlia, Delphinium, Dianthus, lelies, orchideeën en Rhododendron. 
De RHS is tevens de conservator van  de Lindley Library, een bibliotheek die is gehuisvest in het hoofdkwartier op Vincent Square 80 in Londen en in dependances in de vier tuinen. De bibliotheek is ontstaan na het verkrijgen van de boekencollectie van John Lindley. De RHS is aangesloten bij de European Botanical and Horticultural Libraries Group (EBHL), een organisatie die zich richt op de promotie en facilitatie van samenwerking en communicatie tussen personen die werken in botanische en horticulturele bibliotheken, archieven en gerelateerde instituten in Europa.
De RHS geeft in samenwerking met uitgeverij Dorling Kindersley boeken over tuinen, tuinieren en planten uit. Deze boeken worden ook in België en Nederland verkocht.
In 2004 bestond de RHS tweehonderd jaar.